# Quíscal de les Antilles
El quíscal de les Antilles o merla negra (Quiscalus niger), és una espècie d'ocell del Carib de la família Icteridae. Pobla les Antilles majors i les illes Caiman entre els camps i jardins. És una au de plomatge negre intens i d'ulls grocs que arriba a créixer unes 10 polzades aproximadament. Tenen la cua en forma de "V" i el seu bec és recte i punxegut. Volen en esbarts nombrosos i nien comunament en les subestacions elèctriques.
S'alimenten d'insectes en el sòl, encara que en les poblacions menja gairebé qualsevol cosa. Al capvespre mentre s'acomoden a dormir, produeixen gran algaravia i sorolls ben aguts. Les femelles usualment són de menor grandària i menys brillants que els mascles. Els joves són semblants als adults, amb la característica que les seves cues són més curtes.